# Спокуса (фільм, 1994)
«Спокуса» (англ. Temptation) — американський трилер 1994 року.

## Сюжет
Після п'яти років позбавлення волі за страхове шахрайство Едді Ланарскі звільняється. Разом зі своїм приятелем Боном він влаштовується на роботу як матроси на борту яхти, яка належить Лі Реддік, дружині його подільника Майкла Реддіка. Ланскі хоче помститися колишньому партнеру, який його обдурив. Майкл має свій план — він збирається вбити всіх на борту яхти, підірвати її, а потім отримати страховку за життя дружини. Але Ланскі і Лі тікають і переслідують Майкла на сусідніх Кайманових островах, де відбувається фінальна битва.

## У ролях
- Джефф Фейгі — Едді Ланарскі
- Елісон Дуді — Лі Реддік
- Філіп Каснофф — Майкл Реддік
- Патріція Даргем — Ніккі Дюфур
- Девід Кіт — Бон Бабанкорт
- Гейлін Джордж — Туні Веллс
- В. Пол Боді — констебль Кумбс
- Джек Дж. Спіртос — Пол Мартель
- Дуглас Барр — капітан Томас
- Джон Арчі — помічник Кумбса
- Роберт Пейслі — констебль
- Антоніо Десман — поліцейський
- Кевін МакЛафлін — гість
- Елвіс Сьорстром — гість
- Джулія Верден — гість
- Джон Мастандо — докер
- Роберт Фріман — рибалка на Кайманах
- Брент Морріс — маршал